# Silba (település)
Silba (olaszul: Selve) falu Horvátországban Zára megyében. Közigazgatásilag Zárához tartozik.

## Fekvése
Zárától légvonalban 54 km-re északnyugatra, Pagtól légvonalban 30 km-re nyugatra, Mali Lošinjtól 22 km-re délkeletre az azonos nevű szigeten, annak legszűkebb részén fekszik. Silba szigetét keletről Olib, nyugatról Premuda szigete fogja közre. Területe mintegy 15 km2, hosszúsága 8,5 km. A legmagasabb pont a 80 méter magas Varh. Zárából hajón és kompon érhető el, a hajóút mintegy 1,5 órát, a komp mintegy 4,5 órát vesz igénybe. A sziget elérhető Póla és Mali Lošinj felől is.

## Története
A sziget első ismert lakói az i. e. 1. évezredben az illírek egyik törzse a liburnok voltak, akik kitűnő tengerészek hírében álltak. Őket a rómaiak követték, akik megalapították saját településüket. Akkor a szigetet még erdő borította. Az illír és a római kultúra hatása egészen a 11. századig nyomon követhető. Silbát Bíborbanszületett Konstantin bizánci császár említi először a 10. században „A birodalom kormányzásáról” szóló művében. A műben a sziget „Selbo” alakban szerepel, amely valószínűleg a görög „salbon”, vagy a latin „silva” (erdő) főnévből származik és kitűnik belőle, hogy már a rómaiak idején lakott volt. Ezt megerősíti, hogy a Pocukmarak-öbölben Antoninus Pius római császár idejéből 161-ből származó pénzérmét találtak. A történeti források szerint a szigeten már a 8. században megtelepedtek a horvátok és településük a 15. század végéig, vagy a 16. század elejéig folyamatosan lakott volt. Silba 827-től Zárához tartozott. 1073-ban IV. Krešimir horvát király a čikai apátság nővéreinek kérésére Silbát a zárai Szűz Mária kolostornak adta.
Plébániáját a 15. század végén alapították. A sziget később velencei uralom alá került, amely 1639-ben 12.350 aranydukátért Soppe zárai kapitánynak adta el. Ezután Silba a gazdag és híres velencei Morosini család kezére került, akik a 19. század első feléig saját birtokukként irányították a szigetet. 1838-ban Silbát a veli lošinji Marco Ragusinnak adták el, aki tizenhárom évi, a helyiekkel folytatott adóvita következtében úgy döntött, hogy a silbaiaknak adja el így mindenki a saját birtokrészéért 5025 bajor tallért fizetett. A sziget megvásárlása 1852. március 19-én Szent József ünnepén zárult le, ennek emlékére a silbaiak minden évben megünneplik Szent József napját. Silba virágkorát a 17. és a 18. században élte amikor tengerészeik vitorláshajók tulajdonosai is voltak. A 17. században a tengerészek mellett negyven hajótulajdonos és kapitány élt a településen. Az első ismert hajótulajdonos Juraj Vinturić, az első ismert hajóskapitány Grgur Matković volt. Ebben az időben főként juhokat és szarvasmarhákat szállítottak Zárából Velencébe. A 18. század folyamán már több mint kétszáz hajótulajdonosa és hajóskapitánya volt a szigetnek több mint százötven hajóval és mintegy húszezer tonna szállító kapacitással. Ez idő tájt Silbát kis Velencének is nevezték. A század első évtizedében a leghíresebb hajótulajdonos Antun Vinturić volt, ő alapította fogadalomból a Szent Márk templomot. A század közepének kiemelkedő hajótulajdonosai voltak a Pavlina testvérek Toma, Simun és Matija. Utóbbi kettő alapította a ferences kolostort és a Kármelhegyi Boldogasszonynak szentelt templomát. A fejlett hajózás megteremtette a feltételeket a városi kultúra fejlődéséhez, amely megmutatkozott az emberek öltözetében és a rendezett házakban is. A férfiak többsége írástudó volt. Silba gazdagságát leginkább a plébániatemplomon ítélhetjük meg, amely a legjobb művészek alkotásait őrizte meg köztük Tiziano tanítványainak, Ridolfinak és más neves reneszánsz és barokk művészeknek a munkáit. Silbának abban az időben mintegy ezerkétszáz lakosa volt. Dalmácia 1806-os napóleoni megszállása, a kontinentális blokád és a kalózháborúk az Adrián tönkretették Silba kereskedelmét. Hanyatlásához nagyban hozzájárult a hajózás fejlődése, a gőzhajók megjelenése és az osztrák Lloyd társaság előretörése is. A silbai tengerészek tömegesen mentek a gőzhajókra szolgálni, míg az egyszerűbb emberek közül sokan vándoroltak ki Észak- és Dél-Amerikába. Így 19. század második felében a lakosság számának nagyarányú csökkenése indult meg. Az itt maradtak főként juhtenyésztéssel és halászattal foglalkoztak. Silba nemzeti olvasóköre 1884-ben alakult. 1857-ben 1559, 1910-ben 929 lakosa volt. Az első világháborút követően előbb a Szerb-Horvát-Szlovén Királyság, majd Jugoszlávia része lett. A szigetnek 2011-ben 292 lakosa volt.

## Lakosság
| Lakosság változása | Lakosság változása | Lakosság változása | Lakosság változása | Lakosság változása | Lakosság változása | Lakosság változása | Lakosság változása | Lakosság változása | Lakosság változása | Lakosság változása | Lakosság változása | Lakosság változása | Lakosság változása | Lakosság változása | Lakosság változása |
| ------------------ | ------------------ | ------------------ | ------------------ | ------------------ | ------------------ | ------------------ | ------------------ | ------------------ | ------------------ | ------------------ | ------------------ | ------------------ | ------------------ | ------------------ | ------------------ |
| 1857               | 1869               | 1880               | 1890               | 1900               | 1910               | 1921               | 1931               | 1948               | 1953               | 1961               | 1971               | 1981               | 1991               | 2001               | 2011               |
| 1.559              | 1.272              | 1.387              | 1.120              | 1.100              | 929                | 929                | 747                | 514                | 444                | 397                | 339                | 198                | 221                | 265                | 292                |

## Nevezetességei
- Silba legrégibb temploma a Keresztelő Szent János templom a 16. század végén épült. A 10. és 16. század között ezen a helyen a Szent Péter templom állt, amelyet a Szent János templom építésekor bontottak le. A templom építéséhez a pénzt a Matković család adta. A település központjától északra a silbai főutca végén áll. A templom általában zárva van, csak kívülről látható.[8]
- A Kármelhegyi Boldogasszony templomot[9] 1670-ben építtették a Paulina testvérek Matija és Simun akik a templom mellé egy kolostort is építtettek. Felszentelését 1752-ben Mate karaman zárai érsek végezte. Három márvány oltára van, a főoltáron a Boldogasszony szobrával. A templomban Carlo Ridolfi velencei festőművész Mária mennybevételét ábrázoló festménye található. A templomot végleg bezárták, állapota napról napra romlik. A tető és a torony is súlyosan sérült és félő hogy nemsokára leomlik. Szomorú látvány az egykor szép templom pusztulása.[8]
- A kis Szent Antal templomot a 18. század közepén építtette a Bujačić család. Később az öbölbeli elhelyezkedése alapján kapta a „Porat Sv. Ante” nevet. Az utóbbi időben ezt a templomot csak egy évben egyszer, júniusban használják, amikor Páduai Szent Antal ünnepén nagy zarándoklat helyszíne. Állapota nem túl jó, ezért általában zárva van.[8]
- A település központjában a piac mellett álló Fájdalmas Szűzanya tiszteletére szentelt templomot Paskva Bracanin építtette 1738-ban. 1880-ban megújították. Mindössze ötven méterre áll a sokkal nagyobb plébániatemplomtól. A silbai templomok többségéhez hasonlóan egész évben zárva van és állapota miatt alapos felújításra szorul.[8]
- A Szent Márk templomot Antun Vinturić hajótulajdonos és kereskedő építtette 1637-ben fogadalomból. Vinturić egy alkalommal értékes árukkal megrakva Velencéből Zárába hajózott, amikor hirtelen egy heves vihar közepén találta magát. Szerencséjére Silba szigeténél sikerült találnia egy biztonságos öblöt és ekkor fogadalmat tett, hogy amennyiben szerencsésen eljut Zárába Silbán templomot építtet Szent Márk tiszteletére. Ígéretét be is tartotta és 1637-re felépült az új templom.[8] Márvány oltárán, amelyet 1904-ben emeltek Szent Márk szobra látható.[3] A Pocukmarak-öböl ahol a templom található szintén Szent Márkról kapta a nevét. A templom körül temető található, azért temetőkápolnaként is szolgál. A rendszeres használat ellenére állapota miatt teljes felújításra szorul.[8]
- A település központjában álló a Kisboldogasszony tiszteletére szentelt plébániatemplomot 1799-ben kezdte építeni Silba lakossága, mivel a Szent Márk templom már kicsinek bizonyult a hívek befogadására. A napóleoni háborúk miatt az építés nagy késedelmet szenvedett, ezért a templom csak 1839-ben készült el.[8] 1850. július 7-én szentelte fel Josip Godeassi zárai érsek. 1906-ban és 1999-ben megújították. Egyhajós épület sekrestyével, hét márvány oltára van. Főoltárának képe Mária születése Carlo Ridolfi velencei festőművész alkotása. Mellékoltárai a Szent Kereszt, a Szűzanya, Szent János, Jézus szíve, Mária szíve, Szent Rókus és a Rózsafüzér királynője tiszteletére vannak szentelve. Keresztelőmedencéje és szenteltvíztartója kőből vannak faragva.[3] Harangtornya a 18. században épült a templomtól húsz méterre.
- A plébániaházat 1861-ben építették. Itt található a plébánia kincstára számos értékes műtárggyal, szobrokkal, oltárképekkel a 16. és 17. századból. Itt őrzik a silbaiak rézkoronáját is.[3]
- Silba jelképe a „Toreta”[10] (Marinić-toronynak, vagy Szerelmesek tornyának is nevezik) egy 15 méter magas hatszögű toronyépítmény, amelyre a kívülről vezető csigalépcsőn lehet feljutni. A torony tetejéről gyönyörű kilátás nyílik a közeli szigetekre Olibra és Premudára, valamint kissé távolabb Lošinj, Ilovik és Pag szigetére. A torony a központ közelében található a postahivataltól nem messze. A 19. században építette Petar Marinić kapitány a hagyomány szerint egy felejthetetlen szerelem emlékére.[11]
- A régi szélmalom romja a központtól öt percre található annak az időnek a szimbólumaként amikor az emberek a főként a mezőgazdaságból és az állattartásból éltek.[11]
- A régi kút valamikor az egyetlen hely volt ahol a szigeten tiszta ivóvízhez lehetett jutni. Ma már jól le van fedve, már nincsen használatban.[11]
- A Vitorlák-szobor azoknak a tengerészeknek és halászoknak állít emléket akik a település története során a tengeren vesztették életüket. A Zalic móló közelében található szobrot 1997-ben állították, alkotója Šime Vulas akadémiai szobrászművész.[11]
- Silba központjában, a Szűz Mária templom közelében található a Marija Ujević-Galetović galéria, amely 2006-ban nyílt meg. A galéria a silbai származású híres horvát szobrászművész, a tudományos és művészeti akadémia tagjának műveiből nyújt teljes áttekintést.
- A kalózok elleni védelem céljából a silbaiak több őrtornyot építettek, melyek a szomszédos szigeteket összekötő védelmi rendszer részei voltak. Éjszaka tűzzel, nappal füsttel továbbították a jeleket. Ezek közül négy a település bejáratánál, kettő pedig azon kívül volt. Ezek közül néhány még ma is megtalálható Papranicán, Mulon és a Sv. Ante kikötőnél. Ez utóbbi maradt meg legépebben. A 17. században épült. Négy kisebb erőd is volt a szigeten, ahova az emberek veszély esetén behúzódtak, ezek egyikének maradványai az iskola közelében találhatók. Falai lőrésekkel voltak ellátva és felvonóhídon át lehetett bemenni. A 18. század végén a házak építésekor útban levő erődítményeket lebontották.[12]
- A 16. és a 19. század között Silbán választott királyság működött, a királyt Szent István vértanú ünnepén választották a helyiek. A király uralma 12 napig tartott, aki ezen idő alatt vörösrézből készített koronát viselt és panaszok, viták ügyében ítélkezett. Ezt a koronát ma a plébánia kincstárában őrzik.[12]
- A sziget legmagasabb pontja az északi részen található. Innen nyílik a legszebb kilátás déli árnyban a Papranica-öböl irányába és a szomszédos szigetekre.[12]

## Galéria
- Szűk utcácska Silbán
- A Toreta a sziget jelképe
- Silba egyik északi öble az Olib szigettel
- Sotorišće
- Silba szigete - űrfelvétel